# توزدی
توزدی (قزاقی: Тұзды) یک دریاچه در کشور قزاقستان است که در استان قزاقستان غربی جای دارد.